# Peak Charles Nemzeti Park
A Károly-csúcs Nemzeti Park (angolul Peak Charles National Park) Nyugat-Ausztráliában található, Perthtől 507 kilométernyire keletre, Esperance-től 170 kilométernyire északnyugatra helyezkedik el. 1979-ben vált nemzeti parkká. A parkot a Károly-csúcs (Peak Charles) gránittömbről nevezték el, amely 651 méteres tengerszint feletti magasságba nyúlik, amely szomszédjával, az Eleonóra-csúccsal (Peak Eleanora) közösen uralja a park tájképét. Mindkét hegycsúcsról kiváló kilátás nyílik a park területén fekvő fenyér- és sóstó-rendszerekre.
A park látogatása ingyenes, ugyanakkor csak kempingezési lehetőség, illemhely, illetve autóparkoló szolgálja a látogatók kényelmét.

## Fordítás
Ez a szócikk részben vagy egészben  a   Peak Charles National Park című angol Wikipédia-szócikk ezen változatának fordításán alapul.  Az eredeti cikk szerkesztőit annak laptörténete sorolja fel. Ez a jelzés csupán a megfogalmazás eredetét és a szerzői jogokat jelzi, nem szolgál a cikkben szereplő információk forrásmegjelöléseként.